# Чемпионат мира по хоккею с шайбой среди юниорских команд 2019
Чемпионат мира по хоккею с шайбой среди юниорских команд 2019 года — 21-й турнир юниорского чемпионата мира под эгидой ИИХФ, который прошёл с 18 по 28 апреля 2019 года в шведских городах Эрншёльдсвик и Умео. Место проведения турнира определено на ежегодном конгрессе ИИХФ, который состоялся в мае 2018 года во время чемпионата мира. Это последний чемпионат мира по хоккею с шайбой среди юниорских команд перед началом вспышки коронавируса.

## Участвующие команды
В чемпионате приняли участие 10 национальных команд — восемь из Европы и две из Северной Америки. Сборная Латвии пришла из первого дивизиона, остальные — с прошлого турнира ТОП-дивизиона.
Европа
- Чехия*
- Словакия*
- Финляндия*
- Россия*
- Швеция×
- Латвия^
- Швейцария*
- Беларусь*

Северная Америка
- Канада*
- США*

* = 8 команд автоматически квалифицировались в высший дивизион по итогам чемпионата мира 2018 года
^ = Команда перешла в высший дивизион по итогам первого дивизиона чемпионата мира 2018 года
x = Организатор чемпионата

### Составы команд
Россия. Ярослав Аскаров, Илья Горбунов, Всеволод Скотников — Никита Ващенко, Николай Буренов, Семён Чистяков, Иван Рогов, Александр Кирпичников, Никита Седов, Шакир Мухамадуллин — Ярослав Лихачёв, Илья Николаев, Тахир Мингачёв, Арсений Грицюк, Данил Гущин, Егор Спиридонов, Василий Подколзин, Егор Брызгалов, Максим Грошев, Дмитрий Шешин, Егор Чинахов, Родион Амиров, Марат Хуснутдинов. Главный тренер Владимир Филатов. Тренеры Андрей Комиссаров, Александр Левицкий, Андрей Миронов.

## Арены
| Швеция                              | Швеция            | Швеция                     |
| Эрншёльдсвик                        | Эрншёльдсвик Умео | Умео                       |
| ----------------------------------- | ----------------- | -------------------------- |
| Фьелльревен-центр Вместимость: 7049 | Эрншёльдсвик Умео | А3-Арена Вместимость: 5400 |
|                                     | Эрншёльдсвик Умео |                            |

## Судьи
По решению IIHF турнир обслуживали 12 главных и 10 линейных арбитров.
По данным IIHF

| Главные судьи - Ааро Браннаре - Майкл Кэмпбелл - Ольдржих Гейдук - Йоонас Кова - Гийом Лабонт - Маркус Линде - Шон Макфарлейн - Сергей Морозов - Арне Шредер - Андрей Шрубок - Мирослав Штефик - Михаэль Черриг | Линейные судьи - Павел Бадыль - Райли Боулз - Хенрик Хаурум - Йон Килиан - Людвиг Лундгрен - Давид Обвегесер - Яни Песонен - Никита Шалагин - Йозеф Шпур - Таррингтон Вайонзек |  |

## Предварительный этап
|  | Команды, выходящие в четвертьфинал      |
|  | Команды, выходящие в утешительный раунд |

### Группа A

#### Турнирная таблица
| М | Сборная   | И | В | ВО | ПО | П | ШЗ | ШП | РШ  | О  |
| - | --------- | - | - | -- | -- | - | -- | -- | --- | -- |
| 1 | Канада    | 4 | 4 | 0  | 0  | 0 | 29 | 10 | +19 | 12 |
| 2 | Беларусь  | 4 | 2 | 0  | 1  | 1 | 13 | 22 | -9  | 7  |
| 3 | Чехия     | 4 | 2 | 0  | 0  | 2 | 17 | 14 | +3  | 6  |
| 4 | Финляндия | 4 | 1 | 0  | 0  | 3 | 20 | 13 | +7  | 3  |
| 5 | Швейцария | 4 | 0 | 1  | 0  | 3 | 11 | 31 | -20 | 2  |

#### Матчи турнира
Время местное (UTC+2).
| 18 апреля 2019 15:30 | Чехия | 3:4 (0:2, 2:2, 1:0) | Беларусь | А3-Арена, Умео Зрителей: 190 |

| Отчёт                                                                                   | Отчёт                       | Отчёт | Отчёт           | Отчёт                                                                       |
| --------------------------------------------------------------------------------------- | --------------------------- | --- | --------------- | --------------------------------------------------------------------------- |
|                                                                                         |                             | |                 |                                                                             |
|                                                                                         | Ян Беднарж Лукаш Паржик     | Вратари | Алексей Колосов | Судьи: Маркус Линде Арне Шредер Линейные судьи: Людвиг Лундгрен Яни Песонен |
|                                                                                         | Голы:                       | |                 | Судьи: Маркус Линде Арне Шредер Линейные судьи: Людвиг Лундгрен Яни Песонен |
| Мартин Гаш — 23:21 (бол.) (М. Теплы) Ян Млчак — 26:30 Ондржей Волраб — 52:40 (М. Томан) | 0:1 0:2 1:2 2:2 2:3 2:4 3:4 | Евгений Оксентюк — 00:12 (И. Усов) Владислав Колячонок — 17:52 (бол.) Егор Буяльский — 29:43 (Е. Оксентюк, И. Усов) Игнат Белов — 37:19 (бол.) (С. Кузнецов, В. Пинчук) |                 | Судьи: Маркус Линде Арне Шредер Линейные судьи: Людвиг Лундгрен Яни Песонен |
|                                                                                         |                             | |                 | Судьи: Маркус Линде Арне Шредер Линейные судьи: Людвиг Лундгрен Яни Песонен |
|                                                                                         |                             | |                 | Судьи: Маркус Линде Арне Шредер Линейные судьи: Людвиг Лундгрен Яни Песонен |
|                                                                                         |                             | |                 | Судьи: Маркус Линде Арне Шредер Линейные судьи: Людвиг Лундгрен Яни Песонен |
| 14 мин                                                                                  | Штраф                       | 14 мин |                 | Судьи: Маркус Линде Арне Шредер Линейные судьи: Людвиг Лундгрен Яни Песонен |
|                                                                                         |                             | |                 |                                                                             |
|                                                                                         | 50                          | Броски | 34              |                                                                             |

| 18 апреля 2019 19:30 | Канада | 5:3 (0:2, 2:1, 3:0) | Финляндия | А3-Арена, Умео Зрителей: 2328 |

| Отчёт | Отчёт                           | Отчёт | Отчёт         | Отчёт                                                                          |
| --- | ------------------------------- | --- | ------------- | ------------------------------------------------------------------------------ |
| |                                 | |               |                                                                                |
| | Тейлор Готье                    | Вратари | Роопе Тапонен | Судьи: Сергей Морозов Ольдржих Гейдук Линейные судьи: Хенрик Хаурум Йон Килиан |
| | Голы:                           | |               | Судьи: Сергей Морозов Ольдржих Гейдук Линейные судьи: Хенрик Хаурум Йон Килиан |
| Джеймисон Рис — 24:55 (мен.) Алекс Ньюхук — 29:42 (К. Корчак) Брэйден Трэйси — 43:57 (бол.) (П. Кребс) Брэйден Трэйси — 54:31 (К. Зари) Пейтон Кребс — 59:29 (бол.) (п.в.) (Д. Холлоуэй) | 0:1 0:2 0:3 1:3 2:3 3:3 4:3 5:3 | Аку Рятю — 07:27 Антти Саарела — 11:59 (бол.) (К. Симонтайвал) Антон Лунделл — 21:01 (Т. Тиексола, А. Туомисто) |               | Судьи: Сергей Морозов Ольдржих Гейдук Линейные судьи: Хенрик Хаурум Йон Килиан |
| |                                 | |               | Судьи: Сергей Морозов Ольдржих Гейдук Линейные судьи: Хенрик Хаурум Йон Килиан |
| |                                 | |               | Судьи: Сергей Морозов Ольдржих Гейдук Линейные судьи: Хенрик Хаурум Йон Килиан |
| |                                 | |               | Судьи: Сергей Морозов Ольдржих Гейдук Линейные судьи: Хенрик Хаурум Йон Килиан |
| 12 мин | Штраф                           | 12 мин |               | Судьи: Сергей Морозов Ольдржих Гейдук Линейные судьи: Хенрик Хаурум Йон Килиан |
| |                                 | |               |                                                                                |
| | 40                              | Броски | 42            |                                                                                |

| 19 апреля 2019 15:30 | Канада | 7:4 (3:0, 1:3, 3:1) | Швейцария | А3-Арена, Умео Зрителей: 458 |

| Отчёт | Отчёт                                       | Отчёт | Отчёт         | Отчёт                                                                       |
| --- | ------------------------------------------- | --- | ------------- | --------------------------------------------------------------------------- |
| |                                             | |               |                                                                             |
| | Тейлор Готье                                | Вратари | Андри Хенауэр | Судьи: Маркус Линде Мирослав Штефик Линейные судьи: Павел Бадыль Йозеф Шпур |
| | Голы:                                       | |               | Судьи: Маркус Линде Мирослав Штефик Линейные судьи: Павел Бадыль Йозеф Шпур |
| Конно Зари — 03:40 (Б. Трэйси, Дж. Рис) Брэйден Трэйси — 07:04 (К. Зари, Дж. Рис) Томас Харли — 10:19 (Ф. Томасино) Пейтон Кребс — 38:23 (Дж. Дрисдейл) Брэйден Трэйси — 45:38 (бол.) (А. Ньюхук, Т. Харли) Дилан Козенс — 49:58 (Я. Пеллетье, А. Ньюхук) Дилан Холлоуэй — 53:30 (П. Кребс) | 1:0 2:0 3:0 3:1 3:2 3:3 4:3 5:3 5:4 6:4 7:4 | Элвис Шлепфер — 22:57 Элвис Шлепфер — 29:42 (бол.) (Дж. Цюрхер, Н. Делемон) Денис Рубаник — 36:02 (Э. Шлепфер) Йоэль Зальцгебер — 48:21 (Я. Канова, И. Штоффель) |               | Судьи: Маркус Линде Мирослав Штефик Линейные судьи: Павел Бадыль Йозеф Шпур |
| |                                             | |               | Судьи: Маркус Линде Мирослав Штефик Линейные судьи: Павел Бадыль Йозеф Шпур |
| |                                             | |               | Судьи: Маркус Линде Мирослав Штефик Линейные судьи: Павел Бадыль Йозеф Шпур |
| |                                             | |               | Судьи: Маркус Линде Мирослав Штефик Линейные судьи: Павел Бадыль Йозеф Шпур |
| 6 мин | Штраф                                       | 8 мин |               | Судьи: Маркус Линде Мирослав Штефик Линейные судьи: Павел Бадыль Йозеф Шпур |
| |                                             | |               |                                                                             |
| | 60                                          | Броски | 28            |                                                                             |

| 19 апреля 2019 19:30 | Беларусь | 4:3 (1:0, 2:0, 1:3) | Финляндия | А3-Арена, Умео Зрителей: 362 |

| Отчёт | Отчёт                       | Отчёт | Отчёт         | Отчёт                                                                             |
| --- | --------------------------- | --- | ------------- | --------------------------------------------------------------------------------- |
| |                             | |               |                                                                                   |
| | Ростислав Зиновенко         | Вратари | Роопе Тапонен | Судьи: Гийом Лабонт Сергей Морозов Линейные судьи: Давид Обвегесер Никита Шалагин |
| | Голы:                       | |               | Судьи: Гийом Лабонт Сергей Морозов Линейные судьи: Давид Обвегесер Никита Шалагин |
| Дмитрий Козорез — 17:45 (бол.) (Е. Буяльский, Е. Оксентюк) Александр Пальчик — 26:56 (мен.) (Д. Мартынов) Евгений Оксентюк — 33:17 (Е. Буяльский, В. Колячонок) Егор Буяльский — 43:48 (Е. Оксентюк, И. Усов) | 1:0 2:0 3:0 4:0 4:1 4:2 4:3 | Туукка Тиексола — 48:10 (Л. Аалтонен, Ю. Парссинен) Патрик Пуйстола — 50:02 (А. Саарела, В. Хейнола) Топи Ниемела — 55:40 (Л. Аалтонен) |               | Судьи: Гийом Лабонт Сергей Морозов Линейные судьи: Давид Обвегесер Никита Шалагин |
| |                             | |               | Судьи: Гийом Лабонт Сергей Морозов Линейные судьи: Давид Обвегесер Никита Шалагин |
| |                             | |               | Судьи: Гийом Лабонт Сергей Морозов Линейные судьи: Давид Обвегесер Никита Шалагин |
| |                             | |               | Судьи: Гийом Лабонт Сергей Морозов Линейные судьи: Давид Обвегесер Никита Шалагин |
| 14 мин | Штраф                       | 12 мин |               | Судьи: Гийом Лабонт Сергей Морозов Линейные судьи: Давид Обвегесер Никита Шалагин |
| |                             | |               |                                                                                   |
| | 19                          | Броски | 61            |                                                                                   |

| 20 апреля 2019 15:30 | Швейцария | 2:8 (0:2, 1:3, 1:3) | Чехия | А3-Арена, Умео Зрителей: 582 |

| Отчёт                                                                   | Отчёт                                   | Отчёт | Отчёт        | Отчёт                                                                      |
| ----------------------------------------------------------------------- | --------------------------------------- | --- | ------------ | -------------------------------------------------------------------------- |
|                                                                         |                                         | |              |                                                                            |
|                                                                         | Андри Хенауэр Ноа Патенод               | Вратари | Лукаш Паржик | Судьи: Йоонас Кова Сергей Морозов Линейные судьи: Павел Бадыль Райли Боулз |
|                                                                         | Голы:                                   | |              | Судьи: Йоонас Кова Сергей Морозов Линейные судьи: Павел Бадыль Райли Боулз |
| Денис Рубаник — 24:44 (бол.) (Дж. Шантон, С. Кнак) Ронни Дехлер — 50:52 | 0:1 0:2 0:3 0:4 1:4 1:5 1:6 2:6 2:7 2:8 | Филип Коффер — 02:01 (бол.) (Я. Мышак, М. Баринка) Адам Рашка — 12:21 (М. Баринка) Мартин Ланг — 21:18 (бол.) (М. Гаш) Адам Рутар — 22:40 (бол.) (О. Пшеничка) Якуб Рыхловски — 38:34 (Ф. Коффер) Мартин Ланг — 40:32 (Ф. Пржикрыл) Адам Найман — 51:50 (Ш. Кубичек) Филип Коффер — 56:22 (А. Найман, Я. Рыхловски) |              | Судьи: Йоонас Кова Сергей Морозов Линейные судьи: Павел Бадыль Райли Боулз |
|                                                                         |                                         | |              | Судьи: Йоонас Кова Сергей Морозов Линейные судьи: Павел Бадыль Райли Боулз |
|                                                                         |                                         | |              | Судьи: Йоонас Кова Сергей Морозов Линейные судьи: Павел Бадыль Райли Боулз |
|                                                                         |                                         | |              | Судьи: Йоонас Кова Сергей Морозов Линейные судьи: Павел Бадыль Райли Боулз |
| 14 мин                                                                  | Штраф                                   | 8 мин |              | Судьи: Йоонас Кова Сергей Морозов Линейные судьи: Павел Бадыль Райли Боулз |
|                                                                         |                                         | |              |                                                                            |
|                                                                         | 43                                      | Броски | 59           |                                                                            |

| 21 апреля 2019 15:30 | Финляндия | 2:4 (0:1, 1:1, 1:2) | Чехия | А3-Арена, Умео Зрителей: 416 |

| Отчёт                                                                        | Отчёт                  | Отчёт | Отчёт        | Отчёт                                                                        |
| ---------------------------------------------------------------------------- | ---------------------- | --- | ------------ | ---------------------------------------------------------------------------- |
|                                                                              |                        | |              |                                                                              |
|                                                                              | Кари Пииройнен         | Вратари | Лукаш Паржик | Судьи: Маркус Линде Михаэль Шерриг Линейные судьи: Йон Килиан Никита Шалагин |
|                                                                              | Голы:                  | |              | Судьи: Маркус Линде Михаэль Шерриг Линейные судьи: Йон Килиан Никита Шалагин |
| Патрик Пуйстола — 28:39 (бол.) (А. Рятю, В. Хейнола) Сантери Хатакка — 59:09 | 0:1 :1 1:2 1:3 1:4 2:4 | Мартин Ланг — 00:37 (Ф. Пржикрыл, Р. Мужик) Филип Коффер — 33:49 (бол.) (М. Баринка, Я. Мышак) Матей Томан — 49:53 (Й. Петерек, М. Теплы) Филип Коффер — 58:36 (А. Рашка) |              | Судьи: Маркус Линде Михаэль Шерриг Линейные судьи: Йон Килиан Никита Шалагин |
|                                                                              |                        | |              | Судьи: Маркус Линде Михаэль Шерриг Линейные судьи: Йон Килиан Никита Шалагин |
|                                                                              |                        | |              | Судьи: Маркус Линде Михаэль Шерриг Линейные судьи: Йон Килиан Никита Шалагин |
|                                                                              |                        | |              | Судьи: Маркус Линде Михаэль Шерриг Линейные судьи: Йон Килиан Никита Шалагин |
| 26 мин                                                                       | Штраф                  | 10 мин |              | Судьи: Маркус Линде Михаэль Шерриг Линейные судьи: Йон Килиан Никита Шалагин |
|                                                                              |                        | |              |                                                                              |
|                                                                              | 49                     | Броски | 31           |                                                                              |

| 21 апреля 2019 19:30 | Беларусь | 1:11 (0:3, 1:5, 0:3) | Канада | А3-Арена, Умео Зрителей: 293 |

| Отчёт                                                     | Отчёт                                             | Отчёт | Отчёт       | Отчёт                                                                              |
| --------------------------------------------------------- | ------------------------------------------------- | --- | ----------- | ---------------------------------------------------------------------------------- |
|                                                           |                                                   | |             |                                                                                    |
|                                                           | Ростислав Зиновенко Алексей Колосов               | Вратари | Нолан Майер | Судьи: Ольдржих Гейдук Мирослав Штефик Линейные судьи: Райли Боулз Людвиг Лундгрен |
|                                                           | Голы:                                             | |             | Судьи: Ольдржих Гейдук Мирослав Штефик Линейные судьи: Райли Боулз Людвиг Лундгрен |
| Виталий Пинчук — 38:49 (бол.) (С. Кузнецов, В. Колячонок) | 0:1 0:2 0:3 0:4 0:5 0:6 0:7 0:8 1:8 1:9 1:10 1:11 | Коннор Зари — 04:24 (бол.) (Ф. Томасино) Джордан Спенс — 13:36 (Дж. Рис) Алекс Ньюхук — 19:57 (Д. Козенс) Брейден Шнайдер — 20:34 (мен.) (Дж. Рис, М. Вукоевич) Алекс Ньюхук — 29:02 (Б. Трэйси, Д. Козенс) Натан Легаре — 29:42 (М. Вукоевич) Дилан Козенс — 37:28 (П. Кребс) Пейтон Кребс — 37:41 (Д. Козенс) Дилан Козенс — 41:22 (бол.) (А. Ньюхук, Т. Харли) Натан Легаре — 57:54 (бол.) (К. Вашкурак) Самуэль Пулен — 58:09 (бол.) (Дж. Дрисдейл, Д. Хант) |             | Судьи: Ольдржих Гейдук Мирослав Штефик Линейные судьи: Райли Боулз Людвиг Лундгрен |
|                                                           |                                                   | |             | Судьи: Ольдржих Гейдук Мирослав Штефик Линейные судьи: Райли Боулз Людвиг Лундгрен |
|                                                           |                                                   | |             | Судьи: Ольдржих Гейдук Мирослав Штефик Линейные судьи: Райли Боулз Людвиг Лундгрен |
|                                                           |                                                   | |             | Судьи: Ольдржих Гейдук Мирослав Штефик Линейные судьи: Райли Боулз Людвиг Лундгрен |
| 12 мин                                                    | Штраф                                             | 18 мин |             | Судьи: Ольдржих Гейдук Мирослав Штефик Линейные судьи: Райли Боулз Людвиг Лундгрен |
|                                                           |                                                   | |             |                                                                                    |
|                                                           | 42                                                | Броски | 60          |                                                                                    |

| 22 апреля 2019 15:30 | Швейцария | 5:4 (ОТ) (3:0, 0:2, 1:2, 1:0) | Беларусь | А3-Арена, Умео Зрителей: 404 |

| Отчёт | Отчёт                              | Отчёт | Отчёт                               | Отчёт                                                                             |
| --- | ---------------------------------- | --- | ----------------------------------- | --------------------------------------------------------------------------------- |
| |                                    | |                                     |                                                                                   |
| | Флориан Вюишар                     | Вратари | Алексей Колосов Ростислав Зиновенко | Судьи: Шон Макфарлан Андре Шредер Линейные судьи: Яни Песонен Таррингтон Вайонзек |
| | Голы:                              | |                                     | Судьи: Шон Макфарлан Андре Шредер Линейные судьи: Яни Песонен Таррингтон Вайонзек |
| Денис Рубаник — 13:18 (Н. Фусс, Дж. Цюрхер) Лионель Маршан — 14:07 (С. Кнак) Йоэль Зальцгебер — 14:07 (И. Штоффель, Г. Жобен) Ноа Фусс — 52:06 (Дж. Цюрхер, Э. Шлепфер) Янник Канова — 64:42 (С. Кнак, И. Барагано) | 1:0 2:0 3:0 3:1 3:2 3:3 3:4 :4 5:4 | Виталий Пинчук — 21:42 (В. Колячонок, В. Демченко) Евгений Оксентюк — 39:54 (Д. Козорез) Сергей Кузнецов — 50:22 (В. Демченко, П. Денисов) Александр Пальчик — 50:40 (В. Колячонок, Д. Мартынов) |                                     | Судьи: Шон Макфарлан Андре Шредер Линейные судьи: Яни Песонен Таррингтон Вайонзек |
| |                                    | |                                     | Судьи: Шон Макфарлан Андре Шредер Линейные судьи: Яни Песонен Таррингтон Вайонзек |
| |                                    | |                                     | Судьи: Шон Макфарлан Андре Шредер Линейные судьи: Яни Песонен Таррингтон Вайонзек |
| |                                    | |                                     | Судьи: Шон Макфарлан Андре Шредер Линейные судьи: Яни Песонен Таррингтон Вайонзек |
| 16 мин | Штраф                              | 14 мин |                                     | Судьи: Шон Макфарлан Андре Шредер Линейные судьи: Яни Песонен Таррингтон Вайонзек |
| |                                    | |                                     |                                                                                   |
| | 42                                 | Броски | 58                                  |                                                                                   |

| 23 апреля 2019 15:30 | Финляндия | 12:0 (4:0, 4:0, 4:0) | Швейцария | А3-Арена, Умео Зрителей: 468 |

| Отчёт | Отчёт                                              | Отчёт   | Отчёт                        | Отчёт                                                                    |
| --- | -------------------------------------------------- | ------- | ---------------------------- | ------------------------------------------------------------------------ |
| |                                                    |         |                              |                                                                          |
| | Роопе Тапонен                                      | Вратари | Андри Хенауэр Флориан Вюишар | Судьи: Гийом Лабонт Шон Макфарлан Линейные судьи: Райли Боулз Йозеф Шпур |
| | Голы:                                              |         |                              | Судьи: Гийом Лабонт Шон Макфарлан Линейные судьи: Райли Боулз Йозеф Шпур |
| Аарне Интонен — 02:26 (К. Симонтайвал, В. Миеттинен) Каспер Симонтайвал — 07:28 (В. Миеттинен, М. Кокконен) Антон Лунделл — 09:44 (мен.) (Л. Аалтонен) Микко Петман — 19:11 (К. Симонтайвал, И. Рясянен) Лееви Аалтонен — 21:43 (бол.) (А. Туомисто, Т. Тиексола) Патрик Пуйстола — 27:04 (мен.) Патрик Пуйстола — 35:53 (бол.) (В. Хейнола, А. Лунделл) Веети Миеттинен — 36:55 (бол.) (А. Лунделл, Л. Аалтонен) Вилле Хейнола — 40:36 Калле Лопонен — 49:55 (А. Интонен, В. Миеттинен) Патрик Пуйстола — 53:42 (А. Саарела, К. Лопонен) Юусо Пярсинен — 58:59 (Т. Тиексола) | 1:0 2:0 3:0 4:0 5:0 6:0 7:0 8:0 9:0 10:0 11:0 12:0 |         |                              | Судьи: Гийом Лабонт Шон Макфарлан Линейные судьи: Райли Боулз Йозеф Шпур |
| |                                                    |         |                              | Судьи: Гийом Лабонт Шон Макфарлан Линейные судьи: Райли Боулз Йозеф Шпур |
| |                                                    |         |                              | Судьи: Гийом Лабонт Шон Макфарлан Линейные судьи: Райли Боулз Йозеф Шпур |
| |                                                    |         |                              | Судьи: Гийом Лабонт Шон Макфарлан Линейные судьи: Райли Боулз Йозеф Шпур |
| 33 мин | Штраф                                              | 10 мин  |                              | Судьи: Гийом Лабонт Шон Макфарлан Линейные судьи: Райли Боулз Йозеф Шпур |
| |                                                    |         |                              |                                                                          |
| | 63                                                 | Броски  | 21                           |                                                                          |

| 23 апреля 2019 19:30 | Чехия | 2:6 (2:1, 0:2, 0:3) | Канада | А3-Арена, Умео Зрителей: 407 |

| Отчёт                                                                                    | Отчёт                           | Отчёт | Отчёт       | Отчёт                                                                          |
| ---------------------------------------------------------------------------------------- | ------------------------------- | --- | ----------- | ------------------------------------------------------------------------------ |
|                                                                                          |                                 | |             |                                                                                |
|                                                                                          | Лукаш Паржик                    | Вратари | Нолан Майер | Судьи: Ааро Браннаре Сергей Морозов Линейные судьи: Йон Килиан Людвиг Лундгрен |
|                                                                                          | Голы:                           | |             | Судьи: Ааро Браннаре Сергей Морозов Линейные судьи: Йон Килиан Людвиг Лундгрен |
| Ондржей Волраб — 04:25 (бол.) (А. Рутарж, Й. Петерек) Марсель Баринка — 05:57 (Я. Мышак) | 1:0 2:0 2:1 2:2 2:3 2:4 2:5 2:6 | Алекс Ньюхук — 11:42 (Дж. Рис) Дилан Холлоуэй — 21:48 (Ф. Томасино) Филип Томасино — 35:12 (Д. Холлоуэй, Я. Пеллетье) Натан Легаре — 51:51 (бол.) (Дж. Спенс) Джеймисон Рис — 53:37 (Дж. Спенс) Пейтон Кребс — 54:57 (Д. Козенс, А. Ньюхук) |             | Судьи: Ааро Браннаре Сергей Морозов Линейные судьи: Йон Килиан Людвиг Лундгрен |
|                                                                                          |                                 | |             | Судьи: Ааро Браннаре Сергей Морозов Линейные судьи: Йон Килиан Людвиг Лундгрен |
|                                                                                          |                                 | |             | Судьи: Ааро Браннаре Сергей Морозов Линейные судьи: Йон Килиан Людвиг Лундгрен |
|                                                                                          |                                 | |             | Судьи: Ааро Браннаре Сергей Морозов Линейные судьи: Йон Килиан Людвиг Лундгрен |
| 36 мин                                                                                   | Штраф                           | 18 мин |             | Судьи: Ааро Браннаре Сергей Морозов Линейные судьи: Йон Килиан Людвиг Лундгрен |
|                                                                                          |                                 | |             |                                                                                |
|                                                                                          | 25                              | Броски | 58          |                                                                                |

### Группа B

#### Турнирная таблица
| М | Сборная  | И | В | ВО | ПО | П | ШЗ | ШП | РШ  | О  |
| - | -------- | - | - | -- | -- | - | -- | -- | --- | -- |
| 1 | США      | 4 | 4 | 0  | 0  | 0 | 31 | 10 | +21 | 12 |
| 2 | Швеция   | 4 | 3 | 0  | 0  | 1 | 14 | 9  | +5  | 9  |
| 3 | Россия   | 4 | 2 | 0  | 0  | 2 | 14 | 13 | +1  | 6  |
| 4 | Латвия   | 4 | 1 | 0  | 0  | 3 | 6  | 17 | -11 | 3  |
| 5 | Словакия | 4 | 0 | 0  | 0  | 4 | 9  | 25 | -16 | 0  |

#### Матчи турнира
Время местное (UTC+2).
| 18 апреля 2019 15:30 | Россия | 6:3 (3:1, 1:1, 2:1) | Словакия | Фьелльревен-центр, Эрншёльдсвик Зрителей: 423 |

| Отчёт | Отчёт                               | Отчёт | Отчёт          | Отчёт                                                                                |
| --- | ----------------------------------- | --- | -------------- | ------------------------------------------------------------------------------------ |
| |                                     | |                |                                                                                      |
| | Всеволод Скотников                  | Вратари | Самуэль Главай | Судьи: Аарно Браннаре Майкл Кэмпбелл Линейные судьи: Райли Боулз Таррингтон Вайонзек |
| | Голы:                               | |                | Судьи: Аарно Браннаре Майкл Кэмпбелл Линейные судьи: Райли Боулз Таррингтон Вайонзек |
| Илья Николаев — 04:14 Родион Амиров — 12:17 (бул.) Арсений Грицюк — 16:52 (бол.) (Е. Спиридонов) Максим Грошев — 23:55 Арсений Грицюк — 40:15 (Е. Спиридонов, Е. Чинахов) Марат Хуснутдинов — 59:20 (п.в.) | 1:0 1:1 2:1 3:1 4:1 4:2 5:2 5:3 6:3 | Максим Чайкович — 08:40 (бол.) (А. Туранский, Д. Сойка) Мартин Хромяк — 31:49 (бол.) (Я. Лашак, Д. Мудрак) Максим Чайкович — 53:22 (бол.) (А. Туранский, М. Лавичка) |                | Судьи: Аарно Браннаре Майкл Кэмпбелл Линейные судьи: Райли Боулз Таррингтон Вайонзек |
| |                                     | |                | Судьи: Аарно Браннаре Майкл Кэмпбелл Линейные судьи: Райли Боулз Таррингтон Вайонзек |
| |                                     | |                | Судьи: Аарно Браннаре Майкл Кэмпбелл Линейные судьи: Райли Боулз Таррингтон Вайонзек |
| |                                     | |                | Судьи: Аарно Браннаре Майкл Кэмпбелл Линейные судьи: Райли Боулз Таррингтон Вайонзек |
| 26 мин | Штраф                               | 8 мин |                | Судьи: Аарно Браннаре Майкл Кэмпбелл Линейные судьи: Райли Боулз Таррингтон Вайонзек |
| |                                     | |                |                                                                                      |
| | 45                                  | Броски | 31             |                                                                                      |

| 18 апреля 2019 19:30 | Швеция | 1:6 (1:0, 0:2, 0:4) | США | Фьелльревен-центр, Эрншёльдсвик Зрителей: 4228 |

| Отчёт                                          | Отчёт                       | Отчёт | Отчёт        | Отчёт                                                                     |
| ---------------------------------------------- | --------------------------- | --- | ------------ | ------------------------------------------------------------------------- |
|                                                |                             | |              |                                                                           |
|                                                | Хуго Альнефельт             | Вратари | Спенсер Найт | Судьи: Йоонас Кова Гийом Лабонт Линейные судьи: Никита Шалагин Йозеф Шпур |
|                                                | Голы:                       | |              | Судьи: Йоонас Кова Гийом Лабонт Линейные судьи: Никита Шалагин Йозеф Шпур |
| Симон Холмстрём — 14:16 (З. Нюбек, А. Костмар) | 1:0 1:1 1:2 1:3 1:4 1:5 1:6 | Коул Кофилд — 24:47 (М. Болди, М. Уоррен) Джон Бичер — 24:47 (Г. Тран) Кейс Маккарти — 40:21 (К. Йорк, Дж. Бичер) Коул Кофилд — 43:02 (М. Болди) Коул Кофилд — 45:15 (бол.) (К. Йорк, А. Тюркотт) Алекс Туркотт — 56:59 (бол.) (Дж. Хьюз, М. Болди) |              | Судьи: Йоонас Кова Гийом Лабонт Линейные судьи: Никита Шалагин Йозеф Шпур |
|                                                |                             | |              | Судьи: Йоонас Кова Гийом Лабонт Линейные судьи: Никита Шалагин Йозеф Шпур |
|                                                |                             | |              | Судьи: Йоонас Кова Гийом Лабонт Линейные судьи: Никита Шалагин Йозеф Шпур |
|                                                |                             | |              | Судьи: Йоонас Кова Гийом Лабонт Линейные судьи: Никита Шалагин Йозеф Шпур |
| 12 мин                                         | Штраф                       | 8 мин |              | Судьи: Йоонас Кова Гийом Лабонт Линейные судьи: Никита Шалагин Йозеф Шпур |
|                                                |                             | |              |                                                                           |
|                                                | 30                          | Броски | 42           |                                                                           |

| 19 апреля 2019 15:30 | Словакия | 5:12 (1:3, 1:2, 3:7) | США | Фьелльревен-центр, Эрншёльдсвик Зрителей: 620 |

| Отчёт | Отчёт                                                                  | Отчёт | Отчёт       | Отчёт                                                                      |
| --- | ---------------------------------------------------------------------- | --- | ----------- | -------------------------------------------------------------------------- |
| |                                                                        | |             |                                                                            |
| | Патрик Козел                                                           | Вратари | Кэмерон Роу | Судьи: Андрей Шрубок Михаэль Шерриг Линейные судьи: Йон Килиан Яни Песонен |
| | Голы:                                                                  | |             | Судьи: Андрей Шрубок Михаэль Шерриг Линейные судьи: Йон Килиан Яни Песонен |
| Самуэль Крайц — 19:31 (бол.) (О. Голян, О. Туран) Доминик Сойка — 25:42 (бол.) (М. Чайкович, А. Турански) Адриан Валигура — 45:09 (мен.) Мартин Хромяк — 46:21 (мен.) Юрай Элиаш — 54:12 (Ф. Гайдош) | 0:1 0:2 1:2 1:3 1:4 2:4 2:5 2:6 2:7 3:7 4:7 4:8 4:9 5:9 5:10 5:11 5:12 | Коул Кофилд — 07:42 (Дж. Хьюз, К. Маккарти) Алекс Тюркотт — 17:27 (П. Мойнихан, М. Болди) Мэттью Болди — 19:41 (Д. Хеллесон, П. Мойнихан) Джек Хьюз — 20:59 (К. Кофилд) Коул Кофилд — 39:47 (бол.) (А. Тюркотт) Джек Хьюз — 41:55 (М. Гилдон, К. Кофилд) Оуэн Линдмарк — 43:15 (А. Тюркотт, М. Уоррен) Коул Кофилд — 50:34 (Дж. Хьюз) Джек Хьюз — 52:13 (бол.) (А. Тюркотт, М. Болди) Джек Хьюз — 55:00 Кэм Йорк — 55:32 (Д. Хеллесон, Ш. Фаррелл) Коул Кофилд — 57:17 (бол.) (Дж. Хьюз, М. Болди) |             | Судьи: Андрей Шрубок Михаэль Шерриг Линейные судьи: Йон Килиан Яни Песонен |
| |                                                                        | |             | Судьи: Андрей Шрубок Михаэль Шерриг Линейные судьи: Йон Килиан Яни Песонен |
| |                                                                        | |             | Судьи: Андрей Шрубок Михаэль Шерриг Линейные судьи: Йон Килиан Яни Песонен |
| |                                                                        | |             | Судьи: Андрей Шрубок Михаэль Шерриг Линейные судьи: Йон Килиан Яни Песонен |
| 10 мин | Штраф                                                                  | 12 мин |             | Судьи: Андрей Шрубок Михаэль Шерриг Линейные судьи: Йон Килиан Яни Песонен |
| |                                                                        | |             |                                                                            |
| | 35                                                                     | Броски | 47          |                                                                            |

| 19 апреля 2019 19:30 | Швеция | 5:2 (2:1, 1:0, 2:1) | Латвия | Фьелльревен-центр, Эрншёльдсвик Зрителей: 1257 |

| Отчёт | Отчёт                      | Отчёт                                                      | Отчёт       | Отчёт                                                                                 |
| --- | -------------------------- | ---------------------------------------------------------- | ----------- | ------------------------------------------------------------------------------------- |
| |                            |                                                            |             |                                                                                       |
| | Йеспер Валльстедт          | Вратари                                                    | Артур Шилов | Судьи: Майкл Кэмпбелл Шон Макфарлан Линейные судьи: Хенрик Хаурум Таррингтон Вайонзек |
| | Голы:                      |                                                            |             | Судьи: Майкл Кэмпбелл Шон Макфарлан Линейные судьи: Хенрик Хаурум Таррингтон Вайонзек |
| Карл Хенрикссон — 11:31 (бол.) (Л. Раймонд) Оскар Бьерселиус — 13:03 (З. Нюбек) Александр Хольц — 26:15 (бол.) (М. Вальгрен, К. Хенрикссон) Карл Хенрикссон — 47:39 (бол.) (А. Хольц, М. Вальгрен) Лукас Раймонд — 55:45 (бол.) (А. Хольц, К. Хенрикссон) | 0:1 :1 2:1 3:1 3:2 4:2 5:2 | Патрик Забусов — 07:17 Янис Сваненберг — 41:55 (Г. Миллер) |             | Судьи: Майкл Кэмпбелл Шон Макфарлан Линейные судьи: Хенрик Хаурум Таррингтон Вайонзек |
| |                            |                                                            |             | Судьи: Майкл Кэмпбелл Шон Макфарлан Линейные судьи: Хенрик Хаурум Таррингтон Вайонзек |
| |                            |                                                            |             | Судьи: Майкл Кэмпбелл Шон Макфарлан Линейные судьи: Хенрик Хаурум Таррингтон Вайонзек |
| |                            |                                                            |             | Судьи: Майкл Кэмпбелл Шон Макфарлан Линейные судьи: Хенрик Хаурум Таррингтон Вайонзек |
| 18 мин | Штраф                      | 14 мин                                                     |             | Судьи: Майкл Кэмпбелл Шон Макфарлан Линейные судьи: Хенрик Хаурум Таррингтон Вайонзек |
| |                            |                                                            |             |                                                                                       |
| | 46                         | Броски                                                     | 20          |                                                                                       |

| 20 апреля 2019 15:30 | Латвия | 1:5 (0:1, 1:2, 0:2) | Россия | Фьелльревен-центр, Эрншёльдсвик Зрителей: 617 |

| Отчёт                            | Отчёт                  | Отчёт | Отчёт           | Отчёт                                                                                  |
| -------------------------------- | ---------------------- | --- | --------------- | -------------------------------------------------------------------------------------- |
|                                  |                        | |                 |                                                                                        |
|                                  | Артур Шилов            | Вратари | Ярослав Аскаров | Судьи: Ольдржих Гейдук Мирослав Штефик Линейные судьи: Людвиг Лундгрен Давид Обвегесер |
|                                  | Голы:                  | |                 | Судьи: Ольдржих Гейдук Мирослав Штефик Линейные судьи: Людвиг Лундгрен Давид Обвегесер |
| Райвис Ансонс — 26:21 (Р. Полцс) | 0:1 :1 1:2 1:3 1:4 1:5 | Максим Грошев — 13:35 (Е. Брызгалов) Семён Чистяков — 31:58 (И. Николаев, Р. Амиров) Дмитрий Шешин — 32:49 (Д. Гущин) Родион Амиров — 59:40 (п.в.) (И. Николаев) Тахир Мингачёв — 59:48 (М. Грошев) |                 | Судьи: Ольдржих Гейдук Мирослав Штефик Линейные судьи: Людвиг Лундгрен Давид Обвегесер |
|                                  |                        | |                 | Судьи: Ольдржих Гейдук Мирослав Штефик Линейные судьи: Людвиг Лундгрен Давид Обвегесер |
|                                  |                        | |                 | Судьи: Ольдржих Гейдук Мирослав Штефик Линейные судьи: Людвиг Лундгрен Давид Обвегесер |
|                                  |                        | |                 | Судьи: Ольдржих Гейдук Мирослав Штефик Линейные судьи: Людвиг Лундгрен Давид Обвегесер |
| 8 мин                            | Штраф                  | 8 мин |                 | Судьи: Ольдржих Гейдук Мирослав Штефик Линейные судьи: Людвиг Лундгрен Давид Обвегесер |
|                                  |                        | |                 |                                                                                        |
|                                  | 15                     | Броски | 44              |                                                                                        |

| 21 апреля 2019 15:30 | США | 6:3 (2:2, 2:0, 2:1) | Россия | Фьелльревен-центр, Эрншёльдсвик Зрителей: 745 |

| Отчёт | Отчёт                               | Отчёт | Отчёт                              | Отчёт                                                                      |
| --- | ----------------------------------- | --- | ---------------------------------- | -------------------------------------------------------------------------- |
| |                                     | |                                    |                                                                            |
| | Спенсер Найт                        | Вратари | Ярослав Аскаров Всеволод Скотников | Судьи: Ааро Браннаре Андре Шредер Линейные судьи: Хенрик Хаурум Йозеф Шпур |
| | Голы:                               | |                                    | Судьи: Ааро Браннаре Андре Шредер Линейные судьи: Хенрик Хаурум Йозеф Шпур |
| Джек Хьюз — 09:40 (бол.) (К. Йорк, Т. Зеграс) Алекс Тюркотт — 14:51 (М. Болди, Б. Бринк) Мэттью Болди — 31:55 (бол.) (Б. Бринк, Д. Фенсор) Коул Кофилд — 39:32 (Дж. Хьюз, А. Тюркотт) Коул Кофилд — 54:25 (К. Маккарти, Д. Фенсор) Мэттью Бенирс — 59:57 (К. Йорк) | 0:1 0:2 1:2 2:2 3:2 4:2 4:3 5:3 6:3 | Егор Чинахов — 05:48 (бол.) (И. Рогов) Родион Амиров — 07:56 (В. Подколзин) Егор Спиридонов — 52:04 (Н. Буренов) |                                    | Судьи: Ааро Браннаре Андре Шредер Линейные судьи: Хенрик Хаурум Йозеф Шпур |
| |                                     | |                                    | Судьи: Ааро Браннаре Андре Шредер Линейные судьи: Хенрик Хаурум Йозеф Шпур |
| |                                     | |                                    | Судьи: Ааро Браннаре Андре Шредер Линейные судьи: Хенрик Хаурум Йозеф Шпур |
| |                                     | |                                    | Судьи: Ааро Браннаре Андре Шредер Линейные судьи: Хенрик Хаурум Йозеф Шпур |
| 6 мин | Штраф                               | 10 мин |                                    | Судьи: Ааро Браннаре Андре Шредер Линейные судьи: Хенрик Хаурум Йозеф Шпур |
| |                                     | |                                    |                                                                            |
| | 43                                  | Броски | 23                                 |                                                                            |

| 21 апреля 2019 19:30 | Словакия | 1:5 (0:1, 1:2, 0:2) | Швеция | Фьелльревен-центр, Эрншёльдсвик Зрителей: 1831 |

| Отчёт                               | Отчёт                  | Отчёт | Отчёт             | Отчёт                                                                           |
| ----------------------------------- | ---------------------- | --- | ----------------- | ------------------------------------------------------------------------------- |
|                                     |                        | |                   |                                                                                 |
|                                     | Самуэль Главай         | Вратари | Йеспер Валльстедт | Судьи: Майкл Кэмпбелл Гийом Лабонт Линейные судьи: Павел Бадыль Давид Обвегесер |
|                                     | Голы:                  | |                   | Судьи: Майкл Кэмпбелл Гийом Лабонт Линейные судьи: Павел Бадыль Давид Обвегесер |
| Доминик Сойка — 24:25 (М. Чайкович) | 0:1 :1 1:2 1:3 1:4 1:5 | Оскар Бьерселиус — 00:14 (мен.) Карл Хенрикссон — 27:18 (Ф. Броберг, В. Сёдерстрём) Зион Нюбек — 31:19 (Ф. Броберг, Й. Валльстедт) Оскар Лавнер — 48:13 (Ф. Броберг) Зион Нюбек — 56:58 (мен.) |                   | Судьи: Майкл Кэмпбелл Гийом Лабонт Линейные судьи: Павел Бадыль Давид Обвегесер |
|                                     |                        | |                   | Судьи: Майкл Кэмпбелл Гийом Лабонт Линейные судьи: Павел Бадыль Давид Обвегесер |
|                                     |                        | |                   | Судьи: Майкл Кэмпбелл Гийом Лабонт Линейные судьи: Павел Бадыль Давид Обвегесер |
|                                     |                        | |                   | Судьи: Майкл Кэмпбелл Гийом Лабонт Линейные судьи: Павел Бадыль Давид Обвегесер |
| 14 мин                              | Штраф                  | 8 мин |                   | Судьи: Майкл Кэмпбелл Гийом Лабонт Линейные судьи: Павел Бадыль Давид Обвегесер |
|                                     |                        | |                   |                                                                                 |
|                                     | 27                     | Броски | 54                |                                                                                 |

| 22 апреля 2019 15:30 | Латвия | 2:0 (0:0, 2:0, 0:0) | Словакия | Фьелльревен-центр, Эрншёльдсвик Зрителей: 613 |

| Отчёт                                                                 | Отчёт       | Отчёт   | Отчёт          | Отчёт                                                                            |
| --------------------------------------------------------------------- | ----------- | ------- | -------------- | -------------------------------------------------------------------------------- |
|                                                                       |             |         |                |                                                                                  |
|                                                                       | Артур Шилов | Вратари | Самуэль Главай | Судьи: Андрей Шрубок Михаэль Шерриг Линейные судьи: Павел Бадыль Давид Обвегесер |
|                                                                       | Голы:       |         |                | Судьи: Андрей Шрубок Михаэль Шерриг Линейные судьи: Павел Бадыль Давид Обвегесер |
| Эрнест Ошениекс — 25:56 Ральф Евдокимов — 28:36 (Р. Ансонс, П. Озолс) | 1:0 2:0     |         |                | Судьи: Андрей Шрубок Михаэль Шерриг Линейные судьи: Павел Бадыль Давид Обвегесер |
|                                                                       |             |         |                | Судьи: Андрей Шрубок Михаэль Шерриг Линейные судьи: Павел Бадыль Давид Обвегесер |
|                                                                       |             |         |                | Судьи: Андрей Шрубок Михаэль Шерриг Линейные судьи: Павел Бадыль Давид Обвегесер |
|                                                                       |             |         |                | Судьи: Андрей Шрубок Михаэль Шерриг Линейные судьи: Павел Бадыль Давид Обвегесер |
| 2 мин                                                                 | Штраф       | 10 мин  |                | Судьи: Андрей Шрубок Михаэль Шерриг Линейные судьи: Павел Бадыль Давид Обвегесер |
|                                                                       |             |         |                |                                                                                  |
|                                                                       | 26          | Броски  | 24             |                                                                                  |

| 23 апреля 2019 15:30 | США | 7:1 (1:0, 4:0, 2:1) | Латвия | Фьелльревен-центр, Эрншёльдсвик Зрителей: 687 |

| Отчёт | Отчёт                           | Отчёт                                                 | Отчёт                        | Отчёт                                                                          |
| --- | ------------------------------- | ----------------------------------------------------- | ---------------------------- | ------------------------------------------------------------------------------ |
| |                                 |                                                       |                              |                                                                                |
| | Спенсер Найт Кэмерон Роу        | Вратари                                               | Артур Шилов Рудольф Лаздиньш | Судьи: Майкл Кэмпбелл Андрей Шрубок Линейные судьи: Яни Песонен Никита Шалагин |
| | Голы:                           |                                                       |                              | Судьи: Майкл Кэмпбелл Андрей Шрубок Линейные судьи: Яни Песонен Никита Шалагин |
| Джон Бичер — 02:00 (М. Уоррен, Ш. Фаррелл) Коул Кофилд — 25:37 (Т. Зеграс) Кэм Йорк — 30:48 (Дж. Хьюз) Коул Кофилд — 34:40 (бол.) (Т. Зеграс, Дж. Хьюз) Джон Бичер — 38:20 (С. Найт) Мэттью Болди — 45:10 (бол.) (Б. Бринк, Д. Фенсор) Бобби Бринк — 55:59 (М. Болди) | 1:0 2:0 3:0 4:0 5:0 5:1 6:1 7:1 | Кристапс Скрастиньш — 40:08 (Э. Ошениекс, М. Туманов) |                              | Судьи: Майкл Кэмпбелл Андрей Шрубок Линейные судьи: Яни Песонен Никита Шалагин |
| |                                 |                                                       |                              | Судьи: Майкл Кэмпбелл Андрей Шрубок Линейные судьи: Яни Песонен Никита Шалагин |
| |                                 |                                                       |                              | Судьи: Майкл Кэмпбелл Андрей Шрубок Линейные судьи: Яни Песонен Никита Шалагин |
| |                                 |                                                       |                              | Судьи: Майкл Кэмпбелл Андрей Шрубок Линейные судьи: Яни Песонен Никита Шалагин |
| 14 мин | Штраф                           | 16 мин                                                |                              | Судьи: Майкл Кэмпбелл Андрей Шрубок Линейные судьи: Яни Песонен Никита Шалагин |
| |                                 |                                                       |                              |                                                                                |
| | 46                              | Броски                                                | 14                           |                                                                                |

| 23 апреля 2019 19:30 | Россия | 0:3 (0:0, 0:2, 0:1) | Швеция | Фьелльревен-центр, Эрншёльдсвик Зрителей: 3321 |

| Отчёт  | Отчёт           | Отчёт                                                                                               | Отчёт           | Отчёт                                                                             |
| ------ | --------------- | --------------------------------------------------------------------------------------------------- | --------------- | --------------------------------------------------------------------------------- |
|        |                 | |                 |                                                                                   |
|        | Ярослав Аскаров | Вратари                                                                                             | Хуго Альнефельт | Судьи: Йоонас Кова Андре Шредер Линейные судьи: Хенрик Хаурум Таррингтон Вайонзек |
|        | Голы:           | |                 | Судьи: Йоонас Кова Андре Шредер Линейные судьи: Хенрик Хаурум Таррингтон Вайонзек |
|        | 0:1 0:2 0:3     | Филип Броберг — 23:56 (бол.) Оскар Лавнер — 33:06 (Л. Раймонд, Л. Хедстрём) Симон Холмстрём — 53:54 |                 | Судьи: Йоонас Кова Андре Шредер Линейные судьи: Хенрик Хаурум Таррингтон Вайонзек |
|        |                 | |                 | Судьи: Йоонас Кова Андре Шредер Линейные судьи: Хенрик Хаурум Таррингтон Вайонзек |
|        |                 | |                 | Судьи: Йоонас Кова Андре Шредер Линейные судьи: Хенрик Хаурум Таррингтон Вайонзек |
|        |                 | |                 | Судьи: Йоонас Кова Андре Шредер Линейные судьи: Хенрик Хаурум Таррингтон Вайонзек |
| 14 мин | Штраф           | 4 мин                                                                                               |                 | Судьи: Йоонас Кова Андре Шредер Линейные судьи: Хенрик Хаурум Таррингтон Вайонзек |
|        |                 | |                 |                                                                                   |
|        | 32              | Броски                                                                                              | 25              |                                                                                   |

## Утешительный раунд
На этом этапе, в серии из трёх игр до 2-х побед, определяется лучшая команда, которая остаётся в Топ-дивизионе. Проигравшая серию команда займёт на турнире десятое место и перейдёт в первый дивизион чемпионата мира 2020 года.
Время местное (UTC+2).
| 25 апреля 2019 11:30 | Швейцария | 4:1 (2:1, 1:0, 1:0) | Словакия | А3-Арена, Умео Зрителей: 169 |

| Отчёт | Отчёт              | Отчёт                                                | Отчёт                       | Отчёт                                                                     |
| --- | ------------------ | ---------------------------------------------------- | --------------------------- | ------------------------------------------------------------------------- |
| |                    |                                                      |                             |                                                                           |
| | Андри Хенауэр      | Вратари                                              | Самуэль Главай Патрик Козел | Судьи: Гийом Лабонт Андрей Шрубок Линейные судьи: Павел Бадыль Йон Килиан |
| | Голы:              |                                                      |                             | Судьи: Гийом Лабонт Андрей Шрубок Линейные судьи: Павел Бадыль Йон Килиан |
| Элвис Шлепфер — 09:27 (Н. Фусс, Дж. Цюрхер) Ив Штоффель — 19:02 (Н. Делемон) Гаэтан Жобен — 21:08 (Д. Рубаник) Янник Канова — 58:48 (п.в.) (бол.) (Р. Пеццулло) | 0:1 :1 2:1 3:1 4:1 | Доминик Сойка — 02:46 (бол.) (М. Чайкович, О. Туран) |                             | Судьи: Гийом Лабонт Андрей Шрубок Линейные судьи: Павел Бадыль Йон Килиан |
| |                    |                                                      |                             | Судьи: Гийом Лабонт Андрей Шрубок Линейные судьи: Павел Бадыль Йон Килиан |
| |                    |                                                      |                             | Судьи: Гийом Лабонт Андрей Шрубок Линейные судьи: Павел Бадыль Йон Килиан |
| |                    |                                                      |                             | Судьи: Гийом Лабонт Андрей Шрубок Линейные судьи: Павел Бадыль Йон Килиан |
| 12 мин | Штраф              | 18 мин                                               |                             | Судьи: Гийом Лабонт Андрей Шрубок Линейные судьи: Павел Бадыль Йон Килиан |
| |                    |                                                      |                             |                                                                           |
| | 42                 | Броски                                               | 46                          |                                                                           |

| 27 апреля 2019 11:30 | Словакия | 4:3 (1:1, 2:2, 1:0) | Швейцария | А3-Арена, Умео Зрителей: 152 |

| Отчёт | Отчёт                      | Отчёт | Отчёт         | Отчёт                                                                        |
| --- | -------------------------- | --- | ------------- | ---------------------------------------------------------------------------- |
| |                            | |               |                                                                              |
| | Патрик Козел               | Вратари | Андри Хенауэр | Судьи: Ааро Браннаре Ольдржих Гейдук Линейные судьи: Павел Бадыль Йон Килиан |
| | Голы:                      | |               | Судьи: Ааро Браннаре Ольдржих Гейдук Линейные судьи: Павел Бадыль Йон Килиан |
| Адриан Валигура — 02:17 (А. Турански, Д. Мудрак) Самуэль Крайч — 28:35 (М. Хромяк) Лукаш Шкварек — 29:59 (Я. Лашак, Ю. Элиаш) Максим Чайкович — 57:32 (бул.) | 1:0 1:1 1:2 :2 3:2 3:3 4:3 | Ронни Дехлер — 19:57 (Г. Жобен, Я. Канова) Йоэль Зальцгебер — 25:56 (Б. Гуггенхайм) Гаэтан Жобен — 38:45 (Р. Дехлер) |               | Судьи: Ааро Браннаре Ольдржих Гейдук Линейные судьи: Павел Бадыль Йон Килиан |
| |                            | |               | Судьи: Ааро Браннаре Ольдржих Гейдук Линейные судьи: Павел Бадыль Йон Килиан |
| |                            | |               | Судьи: Ааро Браннаре Ольдржих Гейдук Линейные судьи: Павел Бадыль Йон Килиан |
| |                            | |               | Судьи: Ааро Браннаре Ольдржих Гейдук Линейные судьи: Павел Бадыль Йон Килиан |
| 10 мин | Штраф                      | 6 мин |               | Судьи: Ааро Браннаре Ольдржих Гейдук Линейные судьи: Павел Бадыль Йон Килиан |
| |                            | |               |                                                                              |
| | 35                         | Броски | 46            |                                                                              |

| 28 апреля 2019 15:30 | Швейцария | 6:3 (2:2, 1:0, 3:1) | Словакия | А3-Арена, Умео Зрителей: 76 |

| Отчёт | Отчёт                               | Отчёт | Отчёт        | Отчёт                                                                     |
| --- | ----------------------------------- | --- | ------------ | ------------------------------------------------------------------------- |
| |                                     | |              |                                                                           |
| | Андри Хенауэр                       | Вратари | Патрик Козел | Судьи: Йоонас Кова Маркус Линде Линейные судьи: Никита Шалагин Йозеф Шпур |
| | Голы:                               | |              | Судьи: Йоонас Кова Маркус Линде Линейные судьи: Никита Шалагин Йозеф Шпур |
| Янник Канова — 04:13 (С. Бард) Ноа Фусс — 13:45 (Э. Шлепфер) Ронни Дехлер — 37:21 (Я. Канова) Йоэль Зальцгебер — 41:56 (Н. Фусс, Дж. Цюрхер) Джереми Цюрхер — 50:02 (бол.) Симон Кнак — 50:35 (Н. Делемон) | 1:0 1:1 2:1 2:2 3:2 4:2 5:2 6:2 6:3 | Йозеф Гашчак — 13:03 (С. Крайч) Михал Мразик — 16:40 (бол.) (О. Туран, М. Чайкович) Йозеф Гашчак — 54:54 (бол.) |              | Судьи: Йоонас Кова Маркус Линде Линейные судьи: Никита Шалагин Йозеф Шпур |
| |                                     | |              | Судьи: Йоонас Кова Маркус Линде Линейные судьи: Никита Шалагин Йозеф Шпур |
| |                                     | |              | Судьи: Йоонас Кова Маркус Линде Линейные судьи: Никита Шалагин Йозеф Шпур |
| |                                     | |              | Судьи: Йоонас Кова Маркус Линде Линейные судьи: Никита Шалагин Йозеф Шпур |
| 10 мин | Штраф                               | 37 мин |              | Судьи: Йоонас Кова Маркус Линде Линейные судьи: Никита Шалагин Йозеф Шпур |
| |                                     | |              |                                                                           |
| | 39                                  | Броски | 44           |                                                                           |

## Плей-офф
|  | Четвертьфиналы | Четвертьфиналы | Четвертьфиналы | Четвертьфиналы | Четвертьфиналы | Четвертьфиналы | Четвертьфиналы | Четвертьфиналы | Четвертьфиналы | Четвертьфиналы |        |        | Полуфиналы | Полуфиналы | Полуфиналы | Полуфиналы        | Полуфиналы        | Полуфиналы        | Полуфиналы        | Полуфиналы        | Полуфиналы        | Полуфиналы        |                   |                   | Финал             | Финал  | Финал  | Финал  | Финал  | Финал  | Финал  | Финал  | Финал  | Финал |
|  |                |                |                |                |                |                |                |                |                |                |        |        |            |            |            |                   |                   |                   |                   |                   |                   |                   |                   |                   |                   |        |        |        |        |        |        |        |        |       |
|  | B1             | США            | США            | США            | США            | США            | США            | США            | США            | 6              |        |        |            |            |            |                   |                   |                   |                   |                   |                   |                   |                   |                   |                   |        |        |        |        |        |        |        |        |       |
|  | B1             | США            | США            | США            | США            | США            | США            | США            | США            | 6              |        |        |            |            |            |                   |                   |                   |                   |                   |                   |                   |                   |                   |                   |        |        |        |        |        |        |        |        |       |
|  | A4             | Финляндия      | Финляндия      | Финляндия      | Финляндия      | Финляндия      | Финляндия      | Финляндия      | Финляндия      | 0              |        |        |            |            |            |                   |                   |                   |                   |                   |                   |                   |                   |                   |                   |        |        |        |        |        |        |        |        |       |
|  | A4             | Финляндия      | Финляндия      | Финляндия      | Финляндия      | Финляндия      | Финляндия      | Финляндия      | Финляндия      | 0              | B1     | США    | США        | США        | США        | США               | США               | США               | США               | 2                 |                   |                   |                   |                   |                   |        |        |        |        |        |        |        |        |       |
|  |                |                |                |                |                |                |                |                |                |                | B1     | США    | США        | США        | США        | США               | США               | США               | США               | 2                 |                   |                   |                   |                   |                   |        |        |        |        |        |        |        |        |       |
|  |                |                | B3             | Россия         | Россия         | Россия         | Россия         | Россия         | Россия         | Россия         | Россия | 3      |            |            |            |                   |                   |                   |                   |                   |                   |                   |                   |                   |                   |        |        |        |        |        |        |        |        |       |
|  | A2             | Беларусь       | Беларусь       | Беларусь       | Беларусь       | Беларусь       | Беларусь       | Беларусь       | Беларусь       | Россия         | Россия | 3      | 0          |            |            |                   |                   |                   |                   |                   |                   |                   |                   |                   |                   |        |        |        |        |        |        |        |        |       |
|  | A2             | Беларусь       | Беларусь       | Беларусь       | Беларусь       | Беларусь       | Беларусь       | Беларусь       | Беларусь       |                |        |        | 0          |            |            |                   |                   |                   |                   |                   |                   |                   |                   |                   |                   |        |        |        |        |        |        |        |        |       |
|  | B3             | Россия         | Россия         | Россия         | Россия         | Россия         | Россия         | Россия         | Россия         | 6              |        |        |            |            |            |                   |                   |                   |                   |                   |                   |                   |                   |                   |                   |        |        |        |        |        |        |        |        |       |
|  | B3             | Россия         | Россия         | Россия         | Россия         | Россия         | Россия         | Россия         | Россия         | 6              |        |        |            |            |            |                   |                   |                   |                   |                   |                   |                   | В3                | Россия            | Россия            | Россия | Россия | Россия | Россия | Россия | Россия | 3      |        |       |
|  |                |                |                |                |                |                |                |                |                |                |        |        |            |            |            |                   |                   |                   |                   |                   |                   |                   | В3                | Россия            | Россия            | Россия | Россия | Россия | Россия | Россия | Россия | 3      |        |       |
|  |                |                | B2             | Швеция         | Швеция         | Швеция         | Швеция         | Швеция         | Швеция         | Швеция         | Швеция | 4      |            |            |            |                   |                   |                   |                   |                   |                   |                   |                   |                   |                   |        |        |        |        |        |        |        |        |       |
|  | A1             | Канада         | Канада         | Канада         | Канада         | Канада         | Канада         | Канада         | Канада         | Швеция         | Швеция | 4      | 3          |            |            |                   |                   |                   |                   |                   |                   |                   |                   |                   |                   |        |        |        |        |        |        |        |        |       |
|  | A1             | Канада         | Канада         | Канада         | Канада         | Канада         | Канада         | Канада         | Канада         |                |        |        | 3          |            |            |                   |                   |                   |                   |                   |                   |                   |                   |                   |                   |        |        |        |        |        |        |        |        |       |
|  | B4             | Латвия         | Латвия         | Латвия         | Латвия         | Латвия         | Латвия         | Латвия         | Латвия         | 1              |        |        |            |            |            |                   |                   |                   |                   |                   |                   |                   |                   |                   |                   |        |        |        |        |        |        |        |        |       |
|  | B4             | Латвия         | Латвия         | Латвия         | Латвия         | Латвия         | Латвия         | Латвия         | Латвия         | 1              | А1     | Канада | Канада     | Канада     | Канада     | Канада            | Канада            | Канада            | Канада            | 3                 |                   |                   |                   |                   |                   |        |        |        |        |        |        |        |        |       |
|  |                |                |                |                |                |                |                |                |                |                | А1     | Канада | Канада     | Канада     | Канада     | Канада            | Канада            | Канада            | Канада            | 3                 |                   |                   |                   |                   |                   |        |        |        |        |        |        |        |        |       |
|  |                |                | В2             | Швеция         | Швеция         | Швеция         | Швеция         | Швеция         | Швеция         | Швеция         | Швеция | 4      |            |            |            |                   |                   |                   |                   |                   |                   |                   |                   |                   |                   |        |        |        |        |        |        |        |        |       |
|  | B2             | Швеция         | Швеция         | Швеция         | Швеция         | Швеция         | Швеция         | Швеция         | Швеция         | Швеция         | Швеция | 4      | 4          |            |            | Матч за 3-е место | Матч за 3-е место | Матч за 3-е место | Матч за 3-е место | Матч за 3-е место | Матч за 3-е место | Матч за 3-е место | Матч за 3-е место | Матч за 3-е место | Матч за 3-е место |        |        |        |        |        |        |        |        |       |
|  | B2             | Швеция         | Швеция         | Швеция         | Швеция         | Швеция         | Швеция         | Швеция         | Швеция         |                |        |        | 4          |            |            | Матч за 3-е место | Матч за 3-е место | Матч за 3-е место | Матч за 3-е место | Матч за 3-е место | Матч за 3-е место | Матч за 3-е место | Матч за 3-е место | Матч за 3-е место | Матч за 3-е место |        |        |        |        |        |        |        |        |       |
|  | A3             | Чехия          | Чехия          | Чехия          | Чехия          | Чехия          | Чехия          | Чехия          | Чехия          | 2              |        |        |            |            |            |                   |                   |                   |                   |                   |                   |                   |                   |                   |                   |        |        |        |        |        |        |        |        |       |
|  | A3             | Чехия          | Чехия          | Чехия          | Чехия          | Чехия          | Чехия          | Чехия          | Чехия          | 2              |        |        |            |            |            |                   |                   |                   |                   |                   |                   |                   |                   |                   |                   |        |        |        |        |        |        |        |        |       |
|  |                |                |                |                |                |                |                |                |                |                |        |        |            |            |            |                   |                   |                   |                   |                   |                   |                   |                   |                   | B1                | США    | США    | США    | США    | США    | США    | США    | США    | 5     |
|  |                |                |                |                |                |                |                |                |                |                |        |        |            |            |            |                   |                   |                   |                   |                   |                   |                   |                   |                   | B1                | США    | США    | США    | США    | США    | США    | США    | США    | 5     |
|  |                |                |                |                |                |                |                |                |                |                |        |        |            |            |            |                   |                   |                   |                   |                   |                   |                   |                   |                   | A1                | Канада | Канада | Канада | Канада | Канада | Канада | Канада | Канада | 2     |
|  |                |                |                |                |                |                |                |                |                |                |        |        |            |            |            |                   |                   |                   |                   |                   |                   |                   |                   |                   | A1                | Канада | Канада | Канада | Канада | Канада | Канада | Канада | Канада | 2     |

### Четвертьфинал
Время местное (UTC+2).
| 25 апреля 2019 15:30 | Беларусь | 0:6 (0:2, 0:3, 0:1) | Россия | А3-Арена, Умео Зрителей: 191 |

| Отчёт  | Отчёт                               | Отчёт | Отчёт           | Отчёт                                                                     |
| ------ | ----------------------------------- | --- | --------------- | ------------------------------------------------------------------------- |
|        |                                     | |                 |                                                                           |
|        | Ростислав Зиновенко Алексей Колосов | Вратари | Ярослав Аскаров | Судьи: Йоонас Кова Мирослав Штефик Линейные судьи: Райли Боулз Йозеф Шпур |
|        | Голы:                               | |                 | Судьи: Йоонас Кова Мирослав Штефик Линейные судьи: Райли Боулз Йозеф Шпур |
|        | 0:1 0:2 0:3 0:4 0:5 0:6             | Илья Николаев — 16:16 (В. Подколзин, Р. Амиров) Арсений Грицюк — 19:01 (бол.) (Е. Спиридонов) Данил Гущин — 23:08 (Я. Лихачёв) Родион Амиров — 24:49 (бол.) (Я. Лихачёв) Егор Чинахов — 38:59 (бол.) (А. Кирпичников) Егор Спиридонов — 56:04 (А. Грицюк) |                 | Судьи: Йоонас Кова Мирослав Штефик Линейные судьи: Райли Боулз Йозеф Шпур |
|        |                                     | |                 | Судьи: Йоонас Кова Мирослав Штефик Линейные судьи: Райли Боулз Йозеф Шпур |
|        |                                     | |                 | Судьи: Йоонас Кова Мирослав Штефик Линейные судьи: Райли Боулз Йозеф Шпур |
|        |                                     | |                 | Судьи: Йоонас Кова Мирослав Штефик Линейные судьи: Райли Боулз Йозеф Шпур |
| 18 мин | Штраф                               | 4 мин |                 | Судьи: Йоонас Кова Мирослав Штефик Линейные судьи: Райли Боулз Йозеф Шпур |
|        |                                     | |                 |                                                                           |
|        | 19                                  | Броски | 65              |                                                                           |

| 25 апреля 2019 15:30 | США | 6:0 (2:0, 2:0, 2:0) | Финляндия | Фьелльревен-центр, Эрншёльдсвик Зрителей: 922 |

| Отчёт | Отчёт                   | Отчёт   | Отчёт         | Отчёт                                                                                  |
| --- | ----------------------- | ------- | ------------- | -------------------------------------------------------------------------------------- |
| |                         |         |               |                                                                                        |
| | Спенсер Найт            | Вратари | Роопе Тапонен | Судьи: Майкл Кэмпбелл Андре Шредер Линейные судьи: Людвиг Лундгрен Таррингтон Вайонзек |
| | Голы:                   |         |               | Судьи: Майкл Кэмпбелл Андре Шредер Линейные судьи: Людвиг Лундгрен Таррингтон Вайонзек |
| Мэттью Бенайерс — 06:25 (А. Власик, Д. Хеллесон) Джек Хьюз — 11:06 (Т. Зеграс) Джек Хьюз — 24:56 Джек Хьюз — 39:10 (Т. Зеграс, К. Кофилд) Коул Кофилд — 52:06 (Дж. Хьюз, Т. Зеграс) Бобби Бринк — 52:53 (Т. Зеграс, К. Йорк) | 1:0 2:0 3:0 4:0 5:0 6:0 |         |               | Судьи: Майкл Кэмпбелл Андре Шредер Линейные судьи: Людвиг Лундгрен Таррингтон Вайонзек |
| |                         |         |               | Судьи: Майкл Кэмпбелл Андре Шредер Линейные судьи: Людвиг Лундгрен Таррингтон Вайонзек |
| |                         |         |               | Судьи: Майкл Кэмпбелл Андре Шредер Линейные судьи: Людвиг Лундгрен Таррингтон Вайонзек |
| |                         |         |               | Судьи: Майкл Кэмпбелл Андре Шредер Линейные судьи: Людвиг Лундгрен Таррингтон Вайонзек |
| 10 мин | Штраф                   | 10 мин  |               | Судьи: Майкл Кэмпбелл Андре Шредер Линейные судьи: Людвиг Лундгрен Таррингтон Вайонзек |
| |                         |         |               |                                                                                        |
| | 35                      | Броски  | 21            |                                                                                        |

| 25 апреля 2019 19:30 | Канада | 3:1 (1:0, 1:0, 1:1) | Латвия | А3-Арена, Умео Зрителей: 242 |

| Отчёт | Отчёт           | Отчёт                                                 | Отчёт       | Отчёт                                                                             |
| --- | --------------- | ----------------------------------------------------- | ----------- | --------------------------------------------------------------------------------- |
| |                 |                                                       |             |                                                                                   |
| | Тейлор Готье    | Вратари                                               | Артур Шилов | Судьи: Ааро Браннаре Сергей Морозов Линейные судьи: Хенрик Хаурум Давид Обвегесер |
| | Голы:           |                                                       |             | Судьи: Ааро Браннаре Сергей Морозов Линейные судьи: Хенрик Хаурум Давид Обвегесер |
| Брейден Шнайдер — 13:48 (Б. Трэйси) Пейтон Кребс — 27:34 Пейтон Кребс — 59:40 (п.в.) (К. Зари, Б. Шнайдер) | 1:0 2:0 2:1 3:1 | Харийс Брантс — 50:01 (бол.) (Р. Витолиньш, Р. Полцс) |             | Судьи: Ааро Браннаре Сергей Морозов Линейные судьи: Хенрик Хаурум Давид Обвегесер |
| |                 |                                                       |             | Судьи: Ааро Браннаре Сергей Морозов Линейные судьи: Хенрик Хаурум Давид Обвегесер |
| |                 |                                                       |             | Судьи: Ааро Браннаре Сергей Морозов Линейные судьи: Хенрик Хаурум Давид Обвегесер |
| |                 |                                                       |             | Судьи: Ааро Браннаре Сергей Морозов Линейные судьи: Хенрик Хаурум Давид Обвегесер |
| 12 мин | Штраф           | 18 мин                                                |             | Судьи: Ааро Браннаре Сергей Морозов Линейные судьи: Хенрик Хаурум Давид Обвегесер |
| |                 |                                                       |             |                                                                                   |
| | 43              | Броски                                                | 39          |                                                                                   |

| 25 апреля 2019 19:30 | Швеция | 4:2 (2:0, 1:1, 1:1) | Чехия | Фьелльревен-центр, Эрншёльдсвик Зрителей: 2248 |

| Отчёт | Отчёт                   | Отчёт                                                                        | Отчёт                   | Отчёт                                                                          |
| --- | ----------------------- | ---------------------------------------------------------------------------- | ----------------------- | ------------------------------------------------------------------------------ |
| |                         |                                                                              |                         |                                                                                |
| | Хуго Альнефельт         | Вратари                                                                      | Лукаш Паржик Ян Беднарж | Судьи: Шон Макфарлан Михаэль Шерриг Линейные судьи: Яни Песонен Никита Шалагин |
| | Голы:                   |                                                                              |                         | Судьи: Шон Макфарлан Михаэль Шерриг Линейные судьи: Яни Песонен Никита Шалагин |
| Александр Хольц — 09:55 (бол.) (Л. Раймондс) Элмер Сёдерблом — 10:19 (З. Нюбек, И. Андерссон) Албин Греве — 21:27 (О. Бьерселиус, С. Холмстрём) Оскар Бьерселиус — 59:10 (п.в.) (И. Андерссон) | 1:0 2:0 3:0 3:1 3:2 4:2 | Марсель Баринка — 33:33 (Р. Кучерик, М. Теплы) Радек Мужик — 43:46 (М. Ланг) |                         | Судьи: Шон Макфарлан Михаэль Шерриг Линейные судьи: Яни Песонен Никита Шалагин |
| |                         |                                                                              |                         | Судьи: Шон Макфарлан Михаэль Шерриг Линейные судьи: Яни Песонен Никита Шалагин |
| |                         |                                                                              |                         | Судьи: Шон Макфарлан Михаэль Шерриг Линейные судьи: Яни Песонен Никита Шалагин |
| |                         |                                                                              |                         | Судьи: Шон Макфарлан Михаэль Шерриг Линейные судьи: Яни Песонен Никита Шалагин |
| 10 мин | Штраф                   | 24 мин                                                                       |                         | Судьи: Шон Макфарлан Михаэль Шерриг Линейные судьи: Яни Песонен Никита Шалагин |
| |                         |                                                                              |                         |                                                                                |
| | 28                      | Броски                                                                       | 34                      |                                                                                |

### Полуфинал
Время местное (UTC+2).
| 27 апреля 2019 15:30 | США | 2:3 (Б) (0:0, 0:1, 2:1, 0:0, 0:1) | Россия | Фьелльревен-центр, Эрншёльдсвик Зрителей: 1547 |

| Отчёт                                                                                       | Отчёт              | Отчёт | Отчёт           | Отчёт                                                                       |
| ------------------------------------------------------------------------------------------- | ------------------ | --- | --------------- | --------------------------------------------------------------------------- |
|                                                                                             |                    | |                 |                                                                             |
|                                                                                             | Спенсер Найт       | Вратари | Ярослав Аскаров | Судьи: Гийом Лабонт Маркус Линде Линейные судьи: Давид Обвегесер Йозеф Шпур |
|                                                                                             | Голы:              | |                 | Судьи: Гийом Лабонт Маркус Линде Линейные судьи: Давид Обвегесер Йозеф Шпур |
| Коул Кофилд — 40:12 (бол.) (Дж. Хьюз, К. Йорк) Коул Кофилд — 43:16 (К. Маккарти, Т. Зеграс) | 0:1 :1 2:1 2:2 2:3 | Родион Амиров — 38:24 (мен.) (Д. Шешин) Семён Чистяков — 47:27 (А. Грицюк, Е. Спиридонов) Родион Амиров (бул.) |                 | Судьи: Гийом Лабонт Маркус Линде Линейные судьи: Давид Обвегесер Йозеф Шпур |
|                                                                                             |                    | |                 | Судьи: Гийом Лабонт Маркус Линде Линейные судьи: Давид Обвегесер Йозеф Шпур |
|                                                                                             |                    | |                 | Судьи: Гийом Лабонт Маркус Линде Линейные судьи: Давид Обвегесер Йозеф Шпур |
|                                                                                             |                    | |                 | Судьи: Гийом Лабонт Маркус Линде Линейные судьи: Давид Обвегесер Йозеф Шпур |
| 6 мин                                                                                       | Штраф              | 14 мин |                 | Судьи: Гийом Лабонт Маркус Линде Линейные судьи: Давид Обвегесер Йозеф Шпур |
|                                                                                             |                    | |                 |                                                                             |
|                                                                                             | 26                 | Броски | 21              |                                                                             |

| 27 апреля 2019 19:30 | Канада | 3:4 (1:1, 1:1, 1:2) | Швеция | Фьелльревен-центр, Эрншёльдсвик Зрителей: 3519 |

| Отчёт | Отчёт                     | Отчёт | Отчёт           | Отчёт                                                                        |
| --- | ------------------------- | --- | --------------- | ---------------------------------------------------------------------------- |
| |                           | |                 |                                                                              |
| | Тейлор Готье              | Вратари | Хуго Альнефельт | Судьи: Йоонас Кова Михаэль Шерриг Линейные судьи: Яни Песонен Никита Шалагин |
| | Голы:                     | |                 | Судьи: Йоонас Кова Михаэль Шерриг Линейные судьи: Яни Песонен Никита Шалагин |
| Коннор Зари — 16:14 (бол.) (Ф. Томасино, Т. Харли) Алекс Ньюхук — 21:27 (Д. Козенс, П. Кребс) Коннор Зари — 52:49 (Р. Сузуки, Дж. Рис) | 0:1 :1 2:1 2:2 2:3 :3 3:4 | Филип Броберг — 11:47 (К. Хенрикссон, С. Холмстрём) Александр Хольц — 33:55 (Л. Раймонд, К. Хенрикссон) Александр Хольц — 49:23 (бол.) (Т. Бьорнфот, К. Хенрикссон) Албин Греве — 57:29 (О. Бьерселиус, С. Холмстрём) |                 | Судьи: Йоонас Кова Михаэль Шерриг Линейные судьи: Яни Песонен Никита Шалагин |
| |                           | |                 | Судьи: Йоонас Кова Михаэль Шерриг Линейные судьи: Яни Песонен Никита Шалагин |
| |                           | |                 | Судьи: Йоонас Кова Михаэль Шерриг Линейные судьи: Яни Песонен Никита Шалагин |
| |                           | |                 | Судьи: Йоонас Кова Михаэль Шерриг Линейные судьи: Яни Песонен Никита Шалагин |
| 14 мин | Штраф                     | 4 мин |                 | Судьи: Йоонас Кова Михаэль Шерриг Линейные судьи: Яни Песонен Никита Шалагин |
| |                           | |                 |                                                                              |
| | 34                        | Броски | 30              |                                                                              |

#### Видео
| США — Россия    |
| Канада — Швеция |

### Матч за 3-е место
Время местное (UTC+2).
| 28 апреля 2019 15:30 | США | 5:2 (1:1, 3:0, 1:1) | Канада | Фьелльревен-центр, Эрншёльдсвик Зрителей: 1567 |

| Отчёт | Отчёт                       | Отчёт                                                                   | Отчёт       | Отчёт                                                                            |
| --- | --------------------------- | ----------------------------------------------------------------------- | ----------- | -------------------------------------------------------------------------------- |
| |                             |                                                                         |             |                                                                                  |
| | Спенсер Найт                | Вратари                                                                 | Нолан Майер | Судьи: Сергей Морозов Андре Шредер Линейные судьи: Хенрик Хаурум Людвиг Лундгрен |
| | Голы:                       |                                                                         |             | Судьи: Сергей Морозов Андре Шредер Линейные судьи: Хенрик Хаурум Людвиг Лундгрен |
| Алекс Тюркотт — 08:03 (бол.) (Дж. Хьюз) Джек Хьюз — 26:54 (К. Йорк) Бобби Бринк — 32:59 (бол.) (М. Болди, Д. Фенсор) Кэм Йорк — 35:18 (бол.) (Дж. Хьюз, К. Кофилд) Кэм Йорк — 54:26 (бол.) (Т. Зеграс) | 1:0 1:1 2:1 3:1 4:1 5:1 5:2 | Дилан Козенс — 19:06 (бол.) (А. Ньюхук) Натан Легаре — 59:54 (С. Пулен) |             | Судьи: Сергей Морозов Андре Шредер Линейные судьи: Хенрик Хаурум Людвиг Лундгрен |
| |                             |                                                                         |             | Судьи: Сергей Морозов Андре Шредер Линейные судьи: Хенрик Хаурум Людвиг Лундгрен |
| |                             |                                                                         |             | Судьи: Сергей Морозов Андре Шредер Линейные судьи: Хенрик Хаурум Людвиг Лундгрен |
| |                             |                                                                         |             | Судьи: Сергей Морозов Андре Шредер Линейные судьи: Хенрик Хаурум Людвиг Лундгрен |
| 6 мин | Штраф                       | 14 мин                                                                  |             | Судьи: Сергей Морозов Андре Шредер Линейные судьи: Хенрик Хаурум Людвиг Лундгрен |
| |                             |                                                                         |             |                                                                                  |
| | 41                          | Броски                                                                  | 23          |                                                                                  |

#### Видео
| США — Канада |

### Финал
Время местное (UTC+2).
| 28 апреля 2019 19:30 | Россия | 3:4 (ОТ) (0:1, 1:1, 2:1, 0:1) | Швеция | Фьелльревен-центр, Эрншёльдсвик Зрителей: 5602 |

| Отчёт | Отчёт                       | Отчёт | Отчёт           | Отчёт                                                                               |
| --- | --------------------------- | --- | --------------- | ----------------------------------------------------------------------------------- |
| |                             | |                 |                                                                                     |
| | Ярослав Аскаров             | Вратари | Хуго Альнефельт | Судьи: Майкл Кэмпбелл Шон Макфарлан Линейные судьи: Райли Боулз Таррингтон Вайонзек |
| | Голы:                       | |                 | Судьи: Майкл Кэмпбелл Шон Макфарлан Линейные судьи: Райли Боулз Таррингтон Вайонзек |
| Василий Подколзин — 31:48 (Р. Амиров, М. Хуснутдинов) Родион Амиров — 40:20 (В. Подколзин, М. Хуснутдинов) Максим Грошев — 50:22 (Н. Ващенко) | 0:1 0:2 1:2 2:2 3:2 3:3 3:4 | Лукас Рэймонд — 09:32 (К. Хенрикссон) Симон Холмстрём — 25:53 Лукас Рэймонд — 50:47 (А. Хольц, Ф. Броберг) Лукас Рэймонд — 65:44 (А. Бреннстам, А. Юханссон) |                 | Судьи: Майкл Кэмпбелл Шон Макфарлан Линейные судьи: Райли Боулз Таррингтон Вайонзек |
| |                             | |                 | Судьи: Майкл Кэмпбелл Шон Макфарлан Линейные судьи: Райли Боулз Таррингтон Вайонзек |
| |                             | |                 | Судьи: Майкл Кэмпбелл Шон Макфарлан Линейные судьи: Райли Боулз Таррингтон Вайонзек |
| |                             | |                 | Судьи: Майкл Кэмпбелл Шон Макфарлан Линейные судьи: Райли Боулз Таррингтон Вайонзек |
| 6 мин | Штраф                       | 10 мин |                 | Судьи: Майкл Кэмпбелл Шон Макфарлан Линейные судьи: Райли Боулз Таррингтон Вайонзек |
| |                             | |                 |                                                                                     |
| | 38                          | Броски | 30              |                                                                                     |

#### Видео
| Россия — Швеция |

## Рейтинг и статистика

### Итоговое положение команд
| 1   | Швеция    |
| 2   | Россия    |
| 3   | США       |
| 4.  | Канада    |
| 5.  | Беларусь  |
| 6.  | Чехия     |
| 7.  | Финляндия |
| 8.  | Латвия    |
| 9.  | Швейцария |
| 10. | Словакия  |

| Чемпион мира по хоккею с шайбой среди юниорских команд 2019 |
| Швеция Первый титул                                         |

### Лучшие бомбардиры
| Игрок           | И | Г  | П  | О  | +/− | Штр |
| --------------- | - | -- | -- | -- | --- | --- |
| Джек Хьюз       | 7 | 9  | 11 | 20 | +10 | 8   |
| Коул Кофилд     | 7 | 14 | 4  | 18 | +12 | 4   |
| Мэттью Болди    | 7 | 3  | 9  | 12 | +6  | 0   |
| Кэм Йорк        | 7 | 4  | 7  | 11 | +13 | 0   |
| Пейтон Кребс    | 7 | 6  | 4  | 10 | +9  | 4   |
| Алекс Ньюхук    | 7 | 5  | 5  | 10 | +6  | 0   |
| Родион Амиров   | 7 | 6  | 3  | 9  | +4  | 2   |
| Дилан Козенс    | 7 | 4  | 5  | 9  | +8  | 4   |
| Алекс Тюркотт   | 7 | 4  | 5  | 9  | +4  | 4   |
| Карл Хенрикссон | 7 | 3  | 6  | 9  | +1  | 2   |

Примечание: И = Количество проведённых игр; Г = Голы; П = Голевые передачи; О = Очки; +/− = Плюс-минус; Штр = Штрафное время

### Лучшие вратари
В список включены пять лучших вратарей, сыгравшие не менее 40 % от всего игрового времени своей сборной.
| М | Игрок           | В      | Бр  | ПШ | КН   | %ОБ   | И"0" |
| - | --------------- | ------ | --- | -- | ---- | ----- | ---- |
| 1 | Спенсер Найт    | 357:33 | 141 | 9  | 1,51 | 93,62 | 1    |
| 2 | Нолан Майер     | 180:00 | 108 | 8  | 2,67 | 92,59 | 0    |
| 3 | Лукаш Паржик    | 220:32 | 170 | 13 | 3,54 | 92,35 | 0    |
| 4 | Хуго Альнефельт | 305:44 | 178 | 14 | 2,75 | 92,13 | 1    |
| 5 | Артур Шилов     | 271:24 | 182 | 15 | 3,32 | 91,76 | 1    |

Примечание: М — Место в рейтинге; В = Количество сыгранных минут; Бр = Броски; ПШ = Пропущено шайб; КН = Коэффициент надёжности; %ОБ = Процент отражённых бросков; И"0" = «Сухие игры»

### Индивидуальные награды
Лучшие игроки:
- Вратарь: Ярослав Аскаров
- Защитник: Филип Броберг
- Нападающий: Коул Кофилд

Сборная всех звёзд:
- Вратарь: Ярослав Аскаров
- Защитники: Филип Броберг —  Кэм Йорк
- Нападающие: Коул Кофилд —  Джек Хьюз —  Родион Амиров

Самый ценный игрок (MVP):
- Коул Кофилд